# Linea pectinata
Linea pectinata (alt. linea dentata) är en linje som delar de övre två tredjedelarna och den undre tredjedelen av analkanalen. 
Detta är ett viktigt anatomiskt landmärke, och flera distinktioner kan göras utifrån lokalisationen av strukturen relativt till denna linje.
| Distinktion              | Över linea pectinata               | Under linea pectinata           |
| epitel                   | Enskiktat cylinderepitel           | Flerskiktat skivepitel          |
| embryologiskt ursprung   | endoderm                           | ektoderm                        |
| hemorrojd klassifikation | interna hemorrojder (ej smärtande) | externa hemorrojder (smärtande) |

## Galleri

Anatomi av anus och rektum.
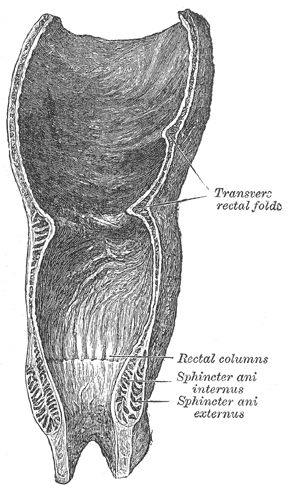
Coronarsnitt av rektum oct analkanalen.